# Kermadecia

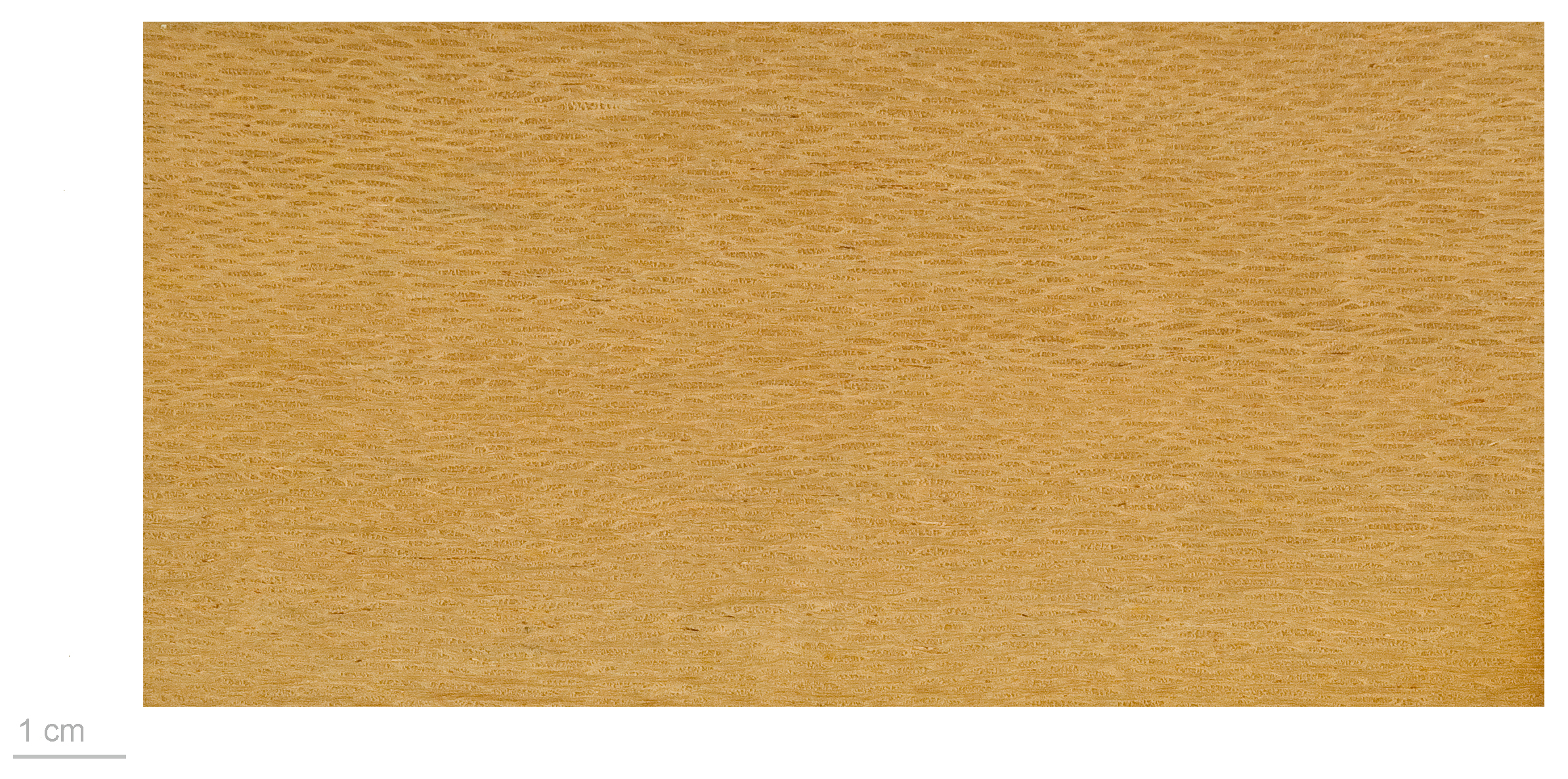
Kermadecia sinuata

Kermadecia es un género de arbustos perteneciente a la familia Proteaceae. Se encuentra en Nueva Caledonia.

## Taxonomía
Kermadecia fue descrito por Brongn. & Gris y publicado en Bulletin de la Société Botanique de France 10: 228. 1863. La especie tipo es: Kermadecia rotundifolia Brongn. & Gris. 

## Especies
- Kermadecia elliptica Brongn. & Gris
- Kermadecia pronyensis (Guillaumin) Guillaumin
- Kermadecia rotundifolia Brongn. & Gris
- Kermadecia sinuata Brongn. & Gris